# Piacenza Calcio 1919
Piacenza Calcio é um clube de futebol italiano da cidade de Placência que disputa a Serie C.

Em 22 de março de 2012, a Piacenza Calcio, em forte dificuldade financeira, foi declarada falida pelo tribunal de Piacenza. Nesta temporada, foi classificado em 15º e rebaixado de Lega Pro Prima Divisione para Lega Pro Seconda Divisione após o play-out. Em 19 de junho de 2012, o clube foi finalmente declarado falido e a equipe foi dissolvida.